# Novosavîțke, Dolînska
Novosavîțke (în ucraineană Новосавицьке) este un sat în comuna Suhodilske din raionul Dolînska, regiunea Kirovohrad, Ucraina.

## Demografie
Componența lingvistică a localității Novosavîțke
     Ucraineană (98,15%)
     Rusă (1,39%)
     Alte limbi (0,46%)
Conform recensământului din 2001, majoritatea populației localității Novosavîțke era vorbitoare de ucraineană (98,15%), existând în minoritate și vorbitori de rusă (1,39%).